# Wajeha al-Huwaider
Wajeha al-Huwaider (in arabo وجيهة الحويدر‎?; 1962) è un'attivista e scrittrice saudita, che ha svolto un ruolo chiave nella campagna contro la tutela maschile e il movimento sociale Women to drive all'inizio del ventunesimo secolo. È cofondatrice dell'Associazione per la protezione e la difesa dei diritti delle donne in Arabia Saudita.

## Attivismo
Dopo essere stata bandita dall'editoria in Arabia Saudita nell'agosto del 2003, Wajeha al-Huwaider è diventata nota a livello internazionale per aver scritto sui diritti delle donne. Ha pubblicato sul quotidiano in lingua araba Al-Watan e sul quotidiano in lingua inglese Arab News.
Nel 2004 è stata insignita del Premio Oxfam Novib/PEN destinato a scrittori e giornalisti perseguitati per il proprio lavoro.
Il 6 agosto 2006, è stata arrestata dopo aver protestato pubblicamente con un cartello che riportava la scritta "Date alle donne i loro diritti". È stata nuovamente detenuta il 20 settembre 2006 per sei ore. Prima di essere rilasciata, al-Huwaider è stata costretta a firmare una dichiarazione in cui accettava di cessare ogni attivismo per i diritti umani e le è stato vietato di viaggiare fuori dall'Arabia Saudita, divieto revocato poi il 28 settembre.
Al-Huwaider ha sostenuto la nomina di Norah al-Faiz aggiungendo che spetta al governo saudita il compito di promuovere i diritti delle donne Al-Huwaider ha scritto: "Le donne saudite sono deboli, non importa quanto sia alto il loro status, persino quelle 'coccolate' non hanno alcuna legge che le protegga da alcun attacco. L'oppressione delle donne e la cancellazione della loro individualità è un difetto che colpisce la maggior parte delle case in Arabia Saudita ".  Nel 2008, quando un video di lei mentre guidava in Arabia Saudita è stato pubblicato su You Tube, ha ricevuto l'attenzione dei media internazionali. All'epoca era illegale per le donne guidare. Nel 2007, al-Huwaider ha presentato una petizione al re Abdullah chiedendo la fine del divieto delle donne di guidare; nonostante varie intimidazioni e il blocco continuo del suo indirizzo di posta elettronica, al-Huwaider ha raccolto firme a favore della petizione nelle aree pubbliche e tramite Internet. Al-Huwaider ha lanciato anche una campagna contro il mahram e le leggi sulla tutela che attribuiscono ai parenti maschi il controllo sulla vita quotidiana delle donne, incluso il permesso di viaggiare fuori casa. Nel 2009, senza l'approvazione di un tutore maschile, ha deliberatamente tentato in tre diverse occasioni di attraversare il confine con il Bahrain; le è stata rifiutata la partenza tutte e tre le volte. Come protesta contro il sistema di tutela maschile ha incoraggiato altre donne a fare lo stesso.

Un breve periodo trascorso negli Stati Uniti l'ha spinta a diventare un'attivista femminista:
 Il direttore del riformista Aafaq ha paragonato al-Huwaidar a Rosa Parks
Nel 2011 al-Huwaider e Fawzia al-Oyouni sono state accusate di rapimento per aver tentato di aiutare Nathalie Morin a sfuggire dal marito violento e recarsi nell'ambasciata canadese a Riyadh. Le accuse furono ritirate grazie all'influenza di un importante politico della regione, ma un anno dopo al-Huwaider e Fawzia al-Oyouni furono accusate del crimine minore di takhbib (incitamento alla separazione tra marito e moglie). Due anni dopo, il 15 giugno 2013, al-Huwaider e al-Oyouni sono state giudicate colpevoli e condannate a dieci mesi di carcere con un ulteriore divieto di viaggio di due anni.